# British Amusement Catering Trade Association
British Amusement Catering Trade Association, plus simplement appelé BACTA est une association britannique fondée 1974.

## Activité
Son activité est basée sur le monde de l'arcade et du divertissement en Grande-Bretagne. Elle représente plus de 600 entreprises et 1 000 indépendants. Elle est membre du groupe européen EUROMAT.
Elle organise notamment différents salons comme l'ATEI jusqu'en 2009, ou EAG expo depuis 2010.